# Sara Siipola
Sara Siipola, född 1997 i Laihela i Österbotten, är en finländsk sångare och låtskrivare. Hon tecknade ett skivkontrakt med Sony Music år 2019 och släppte sin första singel ”Rohkee sydän” i september 2019. Siipola släppte sitt debutalbum "Kaunis kun itken" den 26 mars 2021. Albumets genrer är soul och pop. Siipola är utbildad merkonom. År 2024 tävlade Siipola i Yles Tävlingen för ny musik där hon slutade på andra plats.

## Kärriär
År 2017 tecknade Sara Siipola ett artistkontrakt med M-Eazy Music och ett managementavtal med Hannu Sormusens Aspen Music. År 2019 tecknade hon dessutom ett skivkontrakt med Sony Music. Debutsingeln ”Rohkee sydän”, som släpptes hösten 2019, gick direkt in på Spotifys topp 100-lista i Finland, och spelades på både YleX och Radio Suomi. Låten användes även som en del av marknadsföringskampanjen för programmet Toisenlaiset teiniäidit våren 2020. ”Rohkee sydän” vann Radio Suomis Levylautakunta-omröstning i oktober 2019.
I november 2020 uppträdde Siipola på Yles Näsdagen-konsert.
Därefter har Siipola släppt singlarna ”Thelma & Louise”, ”Kokonaan” och ”Peto”. Hon medverkade även som artist på Astees singel ”Kuka suojelee sua”.
Sara Siipola deltog i den sjunde säsongen av programmet Tähdet, tähdet, som sändes våren 2023 på TV-kanalen Fyran.
Siipolas singel ”Susta tulee tähti” nådde plats 47 på Finlands officiella singellista. Hon deltog med låten ”Paskana” i Tävlingen för ny musik år 2024, där hon slutade på andra plats med 203 poäng från publiken och 70 från internationella jurygrupper. ”Paskana” nådde andra plats på singellistan och första plats på radiolistan. I maj 2024 släppte Siipola singeln ”Juostaan” tillsammans med rapartisten Sexmane, och den nådde förstaplatsen på singellistan. I september 2024 släppte hon singeln ”Rakasta mua, rakasta mua, rakasta”, där över 3000 fans medverkar med sina röster.
Siipolas andra studioalbum, Sanon sen nyt ääneen, släpptes den 8 november 2024. Siipola uppträdde också på efterfesten till självständighetsdagens slottsbal och nyårsfesten i Helsingfors år 2024.